# 文昌鱼
文昌鱼（學名：Branchiostoma lanceolatum）是文昌魚屬的一種生物，它沒有脊椎骨，所以是介于无脊椎动物和脊椎动物之间的过渡型动物，也无脑，并不属于鱼类。文昌魚是生物演化研究中的模式生物，它揭示了现存脊椎动物的起源。
文昌魚不同于香港称之为「白飯魚」的一種魚。香港白飯魚實是銀魚科的白肌銀魚（Salanx chinensis）及有明銀魚（Salanx ariakensis），屬脊椎動物的魚類。

## 特征

解剖圖

體長3-5厘米，外表看起來像魚類。身體半透明。同脊椎动物一样，文昌鱼具有一条沿背部下行的神经索，并具有呈条带状的肌节。然而，和脊椎动物不同的是，文昌鱼的背神经索不是由骨骼所保护，而是由许多柱状细胞所在组成的具有韧性的膜状结构所紧密包围，这种起支撑作用的结构比脊椎简单得多，又被称为脊索（notochord）。文昌鱼的脊索和脊椎动物的脊椎不同，它一直延伸进入头部，故文昌鱼所属的亚门被称作头索动物亚门（Cephalochordata），其中“cephalo-”在拉丁文的意思就是“与头部相连”。文昌魚於頭部被稱為腦室的神經索部份比較粗大，但並不是腦部。並且文昌鱼嘴的前端长有口笠触手（oral cirri），起到感觉器官和过滤进入口中的海水的作用。文昌魚擁有血管系統，但沒有心臟，血液由一部份血管的脈動帶動。

## 习性
文昌鱼成熟个体平均体长大约5厘米，寿命约2年8个月。广泛分布于各大洋低、中纬度海域的近岸浅水区。它们对地质要求比较严格，通常仅在有机质含量较低的粗中砂和中砂中大量出现。幼体运动能力弱，营浮游生活；成体在沙质的浅海中营半穴居生活，身体埋入砂中，仅前端外露，用于进行呼吸和滤食水体中的矽藻。夜间较为活跃，在海水中短暂游泳。

## 分布状况
中国青岛（Branchiostoma belcheri tsingtauense）、厦门（Branchiostoma belcheri xiameng）是文昌鱼的两个主要栖息地。此外，整个东南亚沿海均有发现文昌鱼。在美国加利福尼亚州和佛罗里达州也有分布。
香港城市大學曾經研究文昌魚，調查發現香港有四種文昌魚，包括:
- 白氏鰓口文昌魚
- 白氏鰓口文昌魚青島亞種
- 馬來鰓口文昌魚
- 短刀側殖文昌魚

其中以白氏鰓口文昌魚最多，可見於西貢大浪灣一帶海域，通常在水深十米的近岸海床棲息。

## 保护现状
由于对栖息地的底质及水质的要求较高，人为破坏所造成的栖息地环境改变有可能造成文昌鱼种群的消失。例如高集海堤的修建就直接导致了曾经年产60吨文昌鱼的刘五店渔场的消失。此外，由于文昌鱼具有丰富的营养价值，为东南亚一带的传统食物，商业性的捕捞也加速了文昌鱼资源的枯竭。文昌鱼现为中国的国家二级保护动物。

## 外部連結
- 臺灣魚類資料庫 （页面存档备份，存于）
- 文昌魚